# Dicranomyia (Idioglochina) porteri
Dicranomyia (Idioglochina) porteri is een tweevleugelige uit de familie steltmuggen (Limoniidae). De soort komt voor in het Neotropisch gebied.